# Station Sułkowice
Station Sułkowice is een spoorwegstation in de Poolse plaats Sułkowice.